# Brolga (mythologie)
Brolga est une grue, présente dans la mythologie de plusieurs peuples aborigènes d'Australie. Les mythes qui la concernent sont aujourd'hui transmis grâce à des animations et à l'occasion de cérémonies commémoratives, dans des danses et des chansons. En 1997, un timbre postal représentant la légende est aussi émis.

## La légende de Brolga
Dans ce mythe du peuple Yanyuwa (en), Brolga est une jeune fille qui a été transformée en grue par un magicien. Elle est un ancêtre majeur pour le sous-groupe Mambaliya-Wawukarriy.
Brolga était une belle jeune fille obsédée par la danse. En la voyant danser, un magicien tomba amoureux d'elle et voulut la prendre pour épouse. Elle refusa. Le magicien tenta de l'enlever mais, ne parvenant pas à ses fins, la transforma en grue. Il existe plusieurs variations de ce mythe et dans certaines versions, Brolga est nommée Buralga avant sa transformation.

## La grenouille et Brolga
Ce mythe est originaire du peuple Gija (en).
Brolga, qui était à ce moment-là une jeune femme, voulut s'accaparer l'eau d'un lac. Elle fit en sorte d'être seule dans le village, puis se transforma en grue et entreprit de vider le point d'eau. À leur retour, plusieurs habitants tentèrent sans succès de la toucher avec un boomerang. Quand ce fut son tour, la grenouille lança le boomerang et toucha le coolamon de Brolga. L'eau se déversa du récipient et remplit à nouveau le lac. Cette altercation serait la raison pour laquelle les grues mangent les grenouilles.

## L’émeu et Brolga
Dans ce mythe du peuple Kamilaroi, un émeu prétend jouer un tour à une grue en lui faisant croire qu'il a tué ses propres petits. Manipulée, la grue tue à son tour ses petits, laissant seulement deux survivants. En retour pour se venger, la grue prétend qu'elle s'est coupée les ailes, et l'émeu l'imite pour de vrai. D'autres versions du mythe rapportent que la grue se venge en créant une inondation qui noie son adversaire, incapable de voler.